# Communauté de communes de Terride-Arcadèche
La communauté de communes de Terride-Arcadèche est une ancienne communauté de communes française du Gers.
Elle rassemble les communes de l'est de Gers correspondant à l'ancien pays de Rivière-Verdun.

## Historique
Au début communauté de communes Les coteaux de Terride crée le 22 décembre 1999 puis en 2003  l'intégration d'une parties d’une communauté déjà existante l'Arcadèche qui a donné la communauté de communes de Terride-Arcadèche.
En 2013 elle a fusionné avec la communauté de communes Cœur de Lomagne et la communauté de communes Bastides du Val d'Arrats pour former en 2013 la communauté de communes des bastides de Lomagne

## Composition
Elle était composée des communes suivantes :
1. Ardizas
2. Catonvielle
3. Cologne
4. Encausse
5. Monbrun
6. Roquelaure-Saint-Aubin
7. Saint-Cricq
8. Saint-Georges
9. Saint-Germier
10. Sainte-Anne
11. Sirac
12. Thoux
13. Touget

## Sources
- Le SPLAF (Site sur la Population et les Limites Administratives de la France)
- La base ASPIC